# Tuck Rule Game
La partita dei playoff della AFC del 2001 conosciuta come "Tuck Rule Game," e anche come "Snow Bowl," o "Snow Job," è stata una gara di football americano tra New England Patriots e Oakland Raiders. Si svolse il 19 gennaio 2002, al Foxboro Stadium di Foxborough, Massachusetts, ex stadio casalingo dei Patriots. Fu anche l'ultima partita disputata in quella struttura, coi Patriots che si trasferirono al Gillette Stadium la stagione successiva.
Il nome "Tuck Rule Game" ("Tuck" in inglese significa "piegamento") ebbe origine dalla giocata controversa che cambiò la partita. Il cornerback dei Raiders Charles Woodson mise a segno un sack sul quarterback dei Patriots Tom Brady, causando, come apparve inizialmente, un fumble che fu recuperato dal linebacker dei Raiders Greg Biekert. Se si fosse trattato di un fumble, tale giocata avrebbe probabilmente chiuso la partita in favore dei Raiders. Gli arbitri visionarono i replay della giocata e, alla fine, decisero che il braccio di Brady si stava muovendo in avanti, giudicando così che avesse lanciato un passaggio incompleto e non un fumble, secondo le regole della NFL in vigore all'epoca. Il giudizio originario fu così invertito e il pallone tornò in possesso dei Patriots, che si avvicinarono alla distanza utile per calciare un field goal.
Con meno di un minuto al termine dei tempi regolamentari, il kicker di New England Adam Vinatieri calciò un field goal da 45 yard pareggiando la partita sul 13-13 e mandandola ai tempi supplementari. Lì, di nuovo, Vinatieri segnò un field goal da 23 yard, vincendo la sfida per i Patriots. New England sarebbe poi andata a vincere il Super Bowl XXXVI.

## Antefatti
I Patriots si erano qualificati col secondo posto nel tabellone della AFC nei playoff, avendo terminato la stagione regolare con un record di 11-5. La loro stagione era iniziata male, avendo perso le prime due partite ed essendo stati costretti ad inserire il quarterback di riserva Tom Brady dopo che il veterano quarterback Drew Bledsoe si era tranciato un vaso sanguigno nella gara contro i New York Jets. Gli Oakland Raiders erano i numeri 3 del loro tabellone, dopo un bilancio di 10-6 nella stagione. Nel primo turno di playoff avevano battuto i Jets per 38-24. La gara apparve dominata dai Raiders, che avevano costruito un vantaggio di 13-3 nel quarto periodo con otto minuti al termine. Tuttavia, Tom Brady aveva segnato un touchdown su corsa con 7'57" sul cronometro.

## La "regola del piegamento" e la chiamata arbitrale
Con pochi minuti rimasti, i Patriots percorsero il campo, prendendo il pallone sulla propria linea delle 46 yard, a 2'06" dal termine. Durante un timeout, il cornerback dei Raiders Eric Allen, che stazionava nelle vicinanze della linea del campo dei Patriots, udì Brady parlare con il proprio coordinatore offensivo e corse verso la sua panchina a riferire ciò che aveva sentito. Essendo New England leggermente indietro per tentare un field goal, Brady arretrò per passare, usando lo schema che aveva discusso col coordinatore. Mentre stava per lanciare il pallone, Brady fu colpito sul suo fianco destro dal cornerback dei Raiders Charles Woodson. Inizialmente sembrò che Brady si fosse lasciato sfuggire la palla e gli arbitri chiamarono un fumble, ma non essendone certi decisero di rivedere la giocata sui propri monitor.
Nel 1999 era stata introdotta una nuova regola, che divenne nota con il nome di "tuck rule":
()
Dopo il replay istantaneo, l'arbitro Walt Coleman invertì il proprio giudizio, dichiarando la giocata un passaggio incompleto e restituendo il pallone in possesso di New England. Nello spiegare la dinamica allo stadio e al pubblico televisivo, l'arbitro affermò che il pallone si stava muovendo in avanti al momento in cui veniva perso. Nelle interviste successive, l'arbitro affermò di avere errato nella spiegazione, ma non nell'invertire la chiamata; la palla si stava muovendo all'indietro mentre veniva persa, ma la "tuck rule" veniva comunque applicata. 
Poiché la giocata era stata inizialmente giudicata un fumble, le regole del replay istantaneo richiedevano che l'arbitro avesse "una prova visiva incontrovertibile" che Brady non "avesse piegato il pallone verso il suo corpo e poi {perso} il possesso" per potere invertire il giudizio iniziale. Nel 2012, nel decimo anniversario della partita, Coleman disse a ESPN di non avere visto Brady perdere il pallone inizialmente.
Anche se la più famosa "tuck rule" fu applicata in questa partita, non era la prima volta che veniva chiamata in quella stagione. Il 23 settembre 2001, in una partita della stagione regolare tra New York Jets e New England Patriots, il defensive end dei Patriots Anthony Pleasant sembrò avere forzato un fumble sul quarterback dei Jets Vinny Testaverde, con Richard Seymour che recuperò il pallone. Anche quella chiamata fu poi rovesciata in un passaggio incompleto. Subito dopo la Tuck Rule Game, il capo-allenatore dei Patriots Bill Belichick disse a ESPN: "Sapevo quale avrebbe dovuto essere la regola perché avevamo avuto a che fare con quella giocata un po' prima quest'anno e ci trovavamo dall'altra parte."
La tuck rule fu abolita il 30 marzo 2013, con un punteggio di 29 club favorevoli e solo uno contrario, i Pittsburgh Steelers. Due squadre, i Patriots e i Washington Redskins, si astennero.

## Eventi successivi
Con la vittoria, i Patriots si qualificarono per la finale della AFC dove batterono gli Steelers per 24-17 e poi batterono i campioni della NFC, i St. Louis Rams, 20–17 nel Super Bowl XXXVI con field goal all'ultimo secondo di Vinatieri, vincendo il loro primo Super Bowl. In seguito, i Patriots avrebbero vinto i Super Bowl XXXVIII, XXXIX e XLIX e si sarebbero qualificati per i Super Bowl XLII e XLVI.
I Raiders raggiunsero il Super Bowl l'anno seguente perdendo contro i Tampa Bay Buccaneers, tornando poi a qualificarsi per i playoff solamente nel 2016.
Al settembre 2013, Coleman ha arbitrato altre 169 gare della NFL, incluse 13 dei New England Patriots ma nessuna degli Oakland Raiders.

## Formazioni titolari
| Oakland          | Position | New England           |
| ---------------- | -------- | --------------------- |
| ATTACCO          |          |                       |
| Tim Brown        | WR       | Troy Brown            |
| Barry Sims       | LT       | Matt Light            |
| Steve Wisniewski | LG       | Mike Compton          |
| Adam Treu        | C        | Damien Woody          |
| Frank Middleton  | RG       | Joe Andruzzi          |
| Lincoln Kennedy  | RT       | Greg Robinson-Randall |
| Roland Williams  | TE       | Rod Rutledge          |
| Jerry Rice       | WR       | David Patten          |
| Rich Gannon      | QB       | Tom Brady             |
| Charlie Garner   | RB       | Antowain Smith        |
| Jon Ritchie      | FB       | Marc Edwards          |
| DIFESA           |          |                       |
| Regan Upshaw     | LE       | Bobby Hamilton        |
| Rod Coleman      | LDT      | Brandon Mitchell      |
| Grady Jackson    | RDT      | Riddick Parker        |
| Tony Bryant      | RE       | Anthony Pleasant      |
| Williams Thomas  | LOLB     | Mike Vrabel           |
| Greg Biekert     | MLB      | Tedy Bruschi          |
| Elijah Alexander | ROLB     | Roman Phifer          |
| Charles Woodson  | LCB      | Ty Law                |
| Eric Allen       | RCB      | Otis Smith            |
| Johnnie Harris   | SS       | Lawyer Milloy         |
| Anthony Dorsett  | FS       | Tebucky Jones         |